# Laemonema verecundum
Laemonema verecundum är en fiskart som först beskrevs av Jordan och Cramer, 1897.  Laemonema verecundum ingår i släktet Laemonema och familjen Moridae. Inga underarter finns listade i Catalogue of Life.